# MV Alta
MV Alta je obchodní loď, která se v roce 2018 stala lodí duchů a o půldruhého roku později skončila na mělčině v Irsku. Její nezvyklý osud vyvolal značnou pozornost médií.
Byla postavena v roce 1976 norskou loděnicí Tronderverftet. Byla registrována v Řecku, Panamě a Tanzanii, nesla postupně názvy Tananger, Pomar Murman, Polar Trader, Avantis, Elias a Alta. Roku 2015 byla vybavena automatickým identifikačním systémem. Plavila se převážně po Středozemním moři.
V říjnu 2018 lodi v Atlantiku 2200 km jihovýchodně od Bermud selhaly motory a desetičlennou posádku zachránila Pobřežní stráž Spojených států amerických. Opuštěná loď byla unášena mořskými proudy a urazila podle odhadů asi 4300 km. Nakonec najela při bouři 16. února 2020 na pobřeží u vesnice Ballycotton na jižním pobřeží Irska. Irským úřadům se nepodařilo zjistit majitele a náklady na odstranění vraku byly odhadnuty na deset milionů eur, což výrazně převyšovalo hodnotu šrotu. Z lodi bylo proto pouze vyzvednuto palivo a poté byla zapečetěna. V březnu 2022 se trup lodi rozlomil.